# 674 v. Chr.
Portal Geschichte | Portal Biografien | Aktuelle Ereignisse | Jahreskalender | Tagesartikel

◄ |
8. Jahrhundert v. Chr. |
7. Jahrhundert v. Chr. |
6. Jahrhundert v. Chr. |
►

◄ | 690er v. Chr. | 680er v. Chr. | 670er v. Chr. | 660er v. Chr. |
650er v. Chr. |
►

◄◄ | ◄ | 677 v. Chr. | 676 v. Chr. | 675 v. Chr. | 674 v. Chr. |
673 v. Chr. |
672 v. Chr. |
671 v. Chr. |
► |
►►

## Ereignisse

### Wissenschaft und Technik
- 7. Regierungsjahr des assyrischen und babylonischen Königs Asarhaddon (674 bis 673 v. Chr.):
  - Im babylonischen Kalender fiel das babylonische Neujahr des 1. Nisannu auf den 20.–21. März,[1]; der Vollmond im Nisannu auf den 1.–2. April,[1] der 1. Ululu auf den 13.–14. August[1] und der 1. Tašritu auf den 12.–13. September[1].[2]
  - Assyrische Schreiber protokollieren ihre Beobachtungen der Mondfinsternis vom 27./28. August[1] (15. Ululu: 27.–28. August[1]).